# Laglio
Laglio (Laj in dialetto comasco, AFI: /ˈlaj/) è un comune italiano di 826 abitanti della provincia di Como in Lombardia. Si estende sulla sponda occidentale del Lago di Como a 15 km di distanza dal capoluogo lariano.

## Geografia fisica
Il paese è posto ad un'altitudine di 202 m s.l.m. sulla sponda occidentale del lago di Como, si snoda lungo il tracciato dell'antica strada romana, la Regina, ed occupa una fascia di territorio posta fra il Monte Colmegnone (1383 m s.l.m.) e il Lago. Il fianco del Colmegnone è solcato dalla vallata del torrente Caradello, protagonista di frane e gravi allagamenti in paese durante l'alluvione del 27 luglio 2021.
È formato da cinque frazioni: Germanello, Ossana, Soldino, Ticée, Torriggia.

## Origini del nome
Il nome è legato a un'origine romana. Il toponimo "Laglio" deriva infatti dal nome del comandante Romano Lallius, mentre il nome della frazione di Torriggia (in dialetto Turigia) da "turris", ossia "torre, insediamento di difesa e di guardia".

## Storia
Come confermato dal ritrovamento, all’inizio del XX secolo, di una lapide funerariale, le origini di Laglio risalgono all'epoca romana, quando il territorio ospitava guarnigioni militari e doganali. A testimonianza di ciò resta ancor'oggi l’antica torre situata in località Torriggia. Da Laglio, in epoca romana, passava la via Regina, strada romana che collegava il porto fluviale di Cremona (la moderna Cremona) con Clavenna (Chiavenna) passando da Mediolanum (Milano). I coloni romani, considerata la dolcezza del clima, terrazzarono le pendici delle montagne del lago impiantando la coltura della vite e dell'ulivo.
In epoca paleocristiana, Laglio dipendeva dalla pieve di Nesso, una delle grandi pievi che comprendeva un vasto territorio sulle sponde lacustri, nata nell'XI secolo, antica plebs d'importanza storica ed economica fondata dai coloni della Magna Grecia inviati sul Lario da Giulio Cesare. Il ricordo di quella comunità è rappresentato all'interno della parrocchiale di Nesso, nella cappella del fonte battesimale, sui costoloni della cupola, dove sono dipinti i santi patroni di tutti i paesi appartenenti all'antica pieve.
Il comune di "Lallio", che nel XII secolo è attestato come entità amministrativa autonoma, viene citato dagli annessi agli Statuti di Como del 1335 come la comunità che, all'interno della pieve di Nesso, aveva il compito della manutenzione del tratto di via Regina fino alla "valesellam que dividit territorium de Lallio a territorio de Brieno".
Nei secoli successivi il comune seguì il destino della pieve di Nesso all'interno del Ducato di Milano, infeudata da Lucrezia Crivelli nel 1497 e, dal 1647 fin'oltre la metà del XVIII secolo, dai Gallio-D'Alvito.
Durante le dispute che, nel corso del XVI secolo, videro la città di Como contrapposta a Torno, le truppe francesi di stanza a Lecco si unirono ai tornaschi e ad alcuni comaschi e "brusaron tutta la rivera de Laglio", al fine di vendicare la distruzione del borgo di Torno.
Nel 1751 il territorio comunale si estendeva già ai cassinaggi di Soldino, Ticerio, Ossona, Germanello e Torriggia.
Un decreto di riorganizzazione amministrativa del Regno d'Italia napoleonico datato 1807 sancì l'aggregazione dei comuni di Brienno e Carate al comune di Laglio. La decisione fu tuttavia abrogata con la Restaurazione.
Tra il 1927 al 1948 Laglio fu comune singolo con Brienno, mediante un'unione temporanea che a partire dal 1928, comportò un cambio della denominazione del comune in "Laglio - Brienno".
Il 27 luglio 2021, durante una bomba d'acqua abbattutasi sul basso Lario, si verificò una frana che scaricò in paese mezzo milione di metri di cubi di detriti.

### Simboli
Lo stemma civico e il gonfalone di Laglio sono stati concessi con decreto del presidente della Repubblica del 13 febbraio 1957.
Le stelle d'argento a sei punte, a volte rappresentate su un capo di nero, simboleggiano le frazioni; su sfondo rosso, una ruota dentata di otto, in colore oro, rappresenta le industrie delle reti metalliche; le acque azzurre e le ondine in argento sono il lago su cui si affaccia il paese e si specchiano le montagne.
Oggi, l'attività cantieristica s'è ridotta, molte fabbriche di tele metalliche hanno cessato l'attività, la pesca ha una presenza simbolica e il settore agro-silvo-pastorale è da tempo inesistente.
Il gonfalone municipale è costituito da un drappo di azzurro.

## Monumenti e luoghi d'interesse

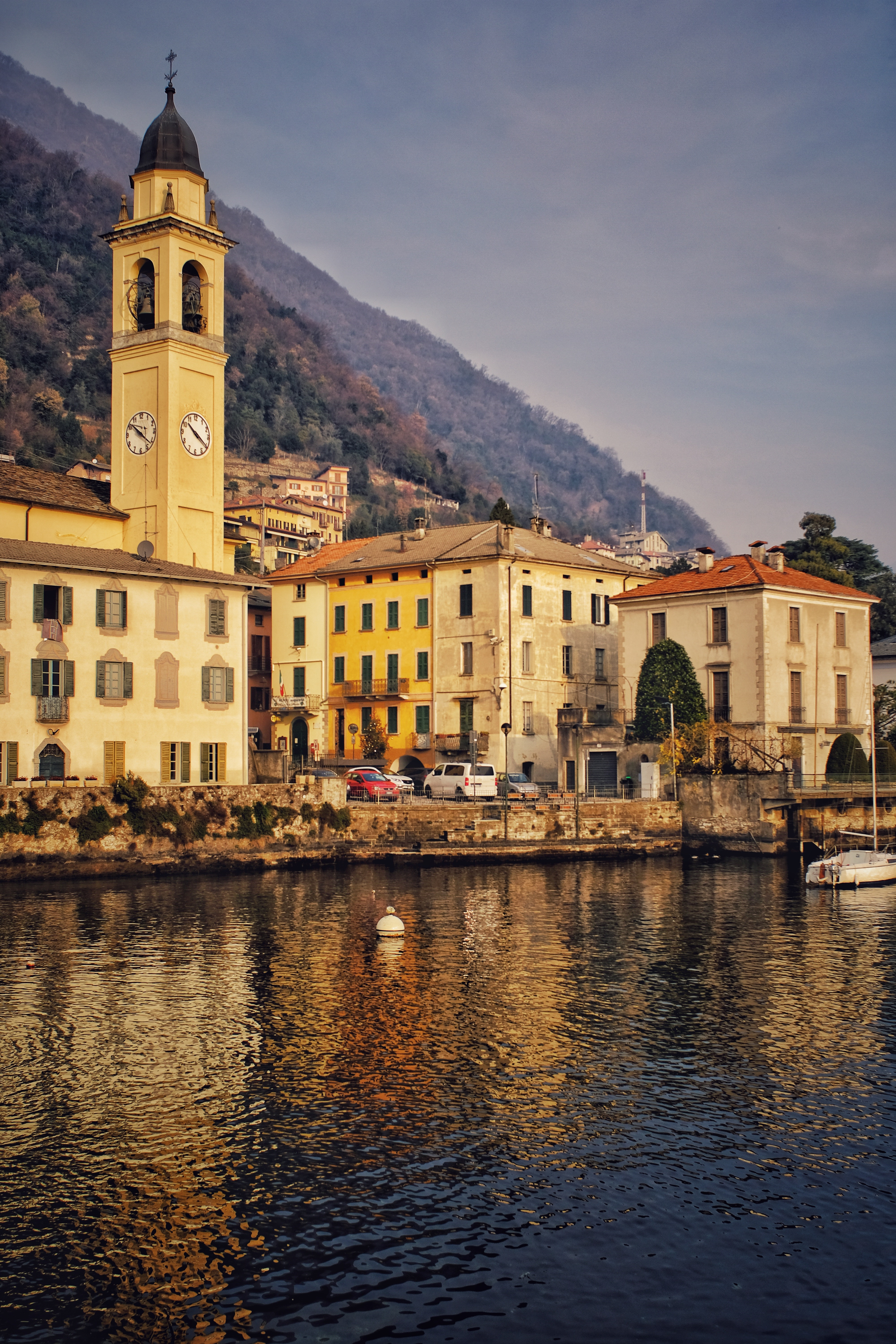
Chiesa di San Giorgio

### Architetture religiose

#### Chiesa di San Giorgio
La chiesa di San Giorgio fu costruita tra il 1619 e il 1630, anno in cui fu elevata al rango di parrocchiale. L'edificio fu realizzato sulla fondamenta di una preesistente chiesa, attestata già nel XII secolo. Internamente, conserva stucchi del XVIII secolo realizzati da Stefano Salterio, nonché opere di pittura e scultura dello stesso periodo.

#### Oratorio dei Confratelli del Santissimo Sacramento
Sul lato destro della chiesa di San Giorgio si trova l'Oratorio dei Confratelli del Santissimo Sacramento, ornato anch'esso da decorazioni settecentesche e da una pala d'altare raffigurantente la Madonna del Rosario, opera di Carlo Innocenzo Carloni. L'oratorio conserva inoltre un altare in stucco realizzato da Stefano Salterio.

#### Chiesa di San Gerolamo
La chiesetta di S. Gerolamo di Germanello fu eretta nel 1782. È un tempietto a cupola che segna il punto terminale delle quattordici cappellette della Via Crucis che salgono dalla riva del lago.

#### Chiesa di San Bartolomeo
Nell'anno 1756 venne ricostruita a Torriggia la chiesa di S. Bartolomeo apostolo di dimensioni più ampie della precedente, per l'aumento della popolazione, a navata unica con una sola cappella laterale sulla destra dedicata alla Madonna del Rosario. Nel 1781 venne benedetta la Via Crucis. Nel 1929 venne rifatta la facciata. La statua in legno di S. Bartolomeo apostolo è opera di un artista della Val Gardena.

### Architetture civili

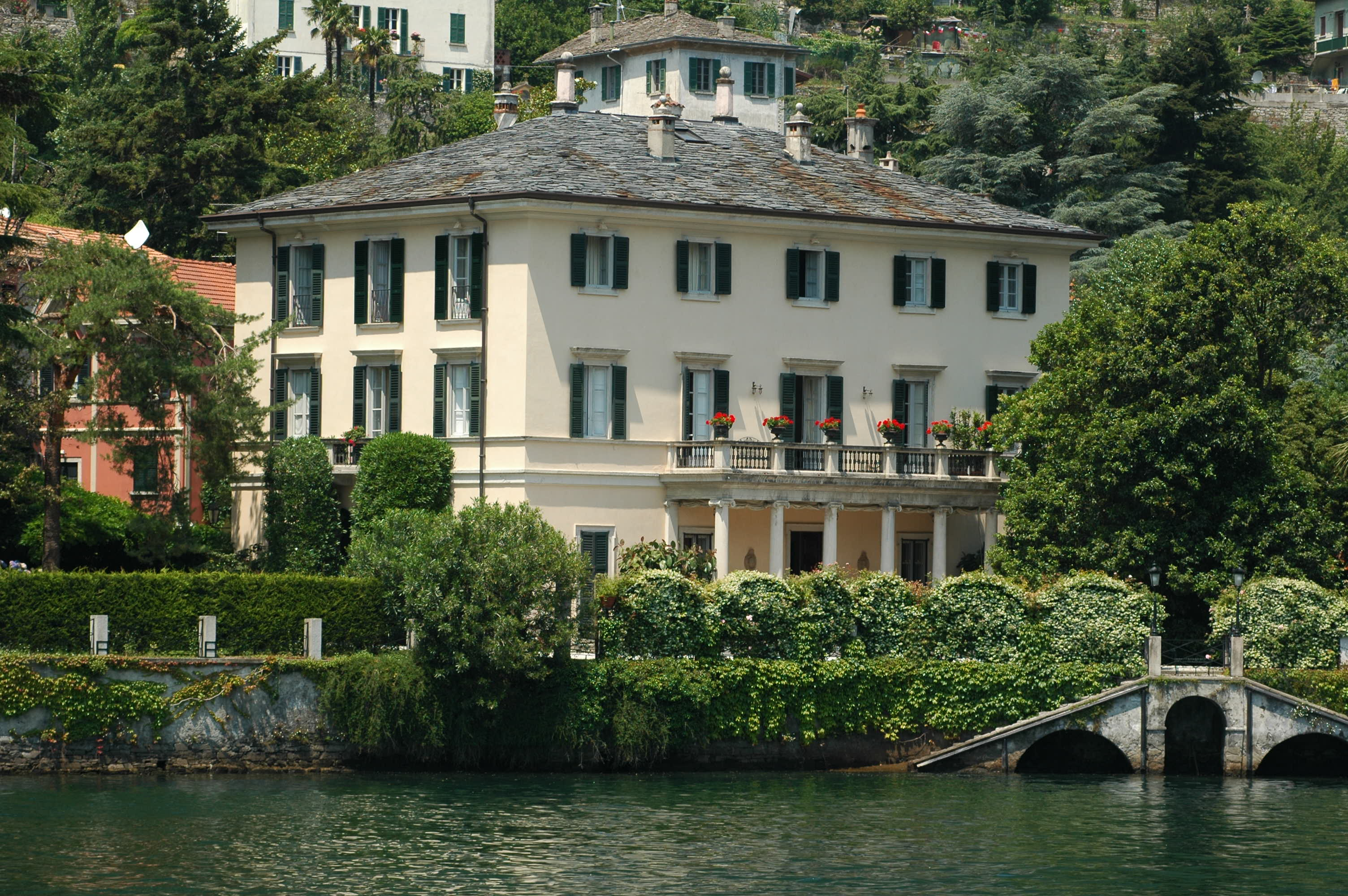
Villa Oleandra

#### Villa Oleandra
Villa Oleandra fu edificata nel Settecento, sul luogo di un antico insediamento romano. Verso la metà del XIX secolo, presso la villa avrebbe soggiornato Nathaniel Hawthorne. Di proprietà di alcuni avi di Emilio Vitali fin dal 1870, la villa passò successivamente nelle mani della famiglia Heinz, che nel 2001 la vendette a George Clooney, il quale è solito trascorrere l'estate nel paese rivierasco ospitando altri personaggi famosi (tra i quali Barack Obama).
Collegata a Villa Oleandra si trova Villa Margherita, dal 2004 anch'essa di proprietà dell'attore statunitense.

#### Altre architetture civili
- Villa Melograno "la Punta" presenta il suo grande giardino degradante dalla strada a lago dove si trova la darsena[24].
- Villa Deleuse, Villa Ortensia, Villa Marco, Villa Regina e Villa Castiglioni[9].
- La settecentesca Villa Veronesi, edificata sulla punta di Torriggia in un punto stretto del lago di Como. dal- l'ingegner Giovanni Cetti che ebbe tre figli: Dina in Dotti, Rita in Veronesi, Guido, che costruì la villa.
- Sulle facciate del cortile interno una splendida meridiana doppia.
- A Torriggia si trovano anche un'edicola (dietro cui, sullo sfondo, si intravede Careno) e gli ultimi resti dell'antica via Regina, un percorso storico ampliato e sistemato da Giulio Cesare per collegare attraverso lo Spluga, il passo del Settimo e il passo del Giulio, la Gallia Cisalpina con Milano e la Germania attraverso Coira.
- Nel 1922 nello chalet della proprietà Dell'Orto soggiornò Ada Negri che qui compose alcune delle sue opere.

### Aree naturali

#### Buco dell'Orso
A circa 648 m di altitudine, sul versante del Monte Colmegnone sopra la frazione di Torriggia, il cavalier Casella Giuseppe, medico condotto di Laglio e di Carate, nell'estate del 1841 esplorò per primo la grotta del Buco dell'Orso e nel settembre dello stesso anno vi si recò di nuovo con il parroco Vincenzo Barelli.  Da lì iniziarono i ritrovamenti dei resti fossilizzati dell'Ursus spelaeus,  e nel 1849 lì si realizzo la presenza di un deposito fossifero, il primo in Italia settentrionale. Un orso delle caverne è stato interamente ricostruito presso il Museo di Storia Naturale di Milano. Al "paesello" natio sono rimaste soltanto alcuni resti di ossa e una mascella nella vetrina dell'aula consiliare del Municipio di Laglio.
La grotta del Buco dell'Orso è una cavità carsica, alta 15 m, si estende per circa 600 m, con più laghi interni sotterranei, alcuni raggiungibili solo attraverso condotte sommerse e altri ambienti in parte inesplorati.  La caverna ampia all'ingresso si restringe creando tre bacini ricchi di stalattiti e stalagmiti e alabastri colorati in fondo al terzo lago interno rumoreggia un torrente di acqua sorgiva.  Nel 1887 il Consorzio dei Poveri di Torriggia e il Comune di Laglio hanno stipulato un contratto per cedere alla Società rappresentata dal Signor Oberholtzer Ing. Francesco i Diritti d'acqua potabile e portarla in Milano.  Nel 1895 i fratelli Dott. Luigi Baragiola e il deputato al Parlamento Pietro Baragiola hanno costruito una turbina a Torriggia con l'acqua del Buco dell'Orso e hanno illuminato per la prima volta l'Hotel Palace, il Teatro Sociale.
Raggiungibile a piedi mediante un sentiero impervio in circa un'ora e mezza, la caverna non visitabile in quanto sede del locale acquedotto, a sua volta costruito a partire da un primitivo impianto installato nella grotta ai tempi della dominazione spagnola del Ducato di Milano.

### Altro

#### Piramide di Frank

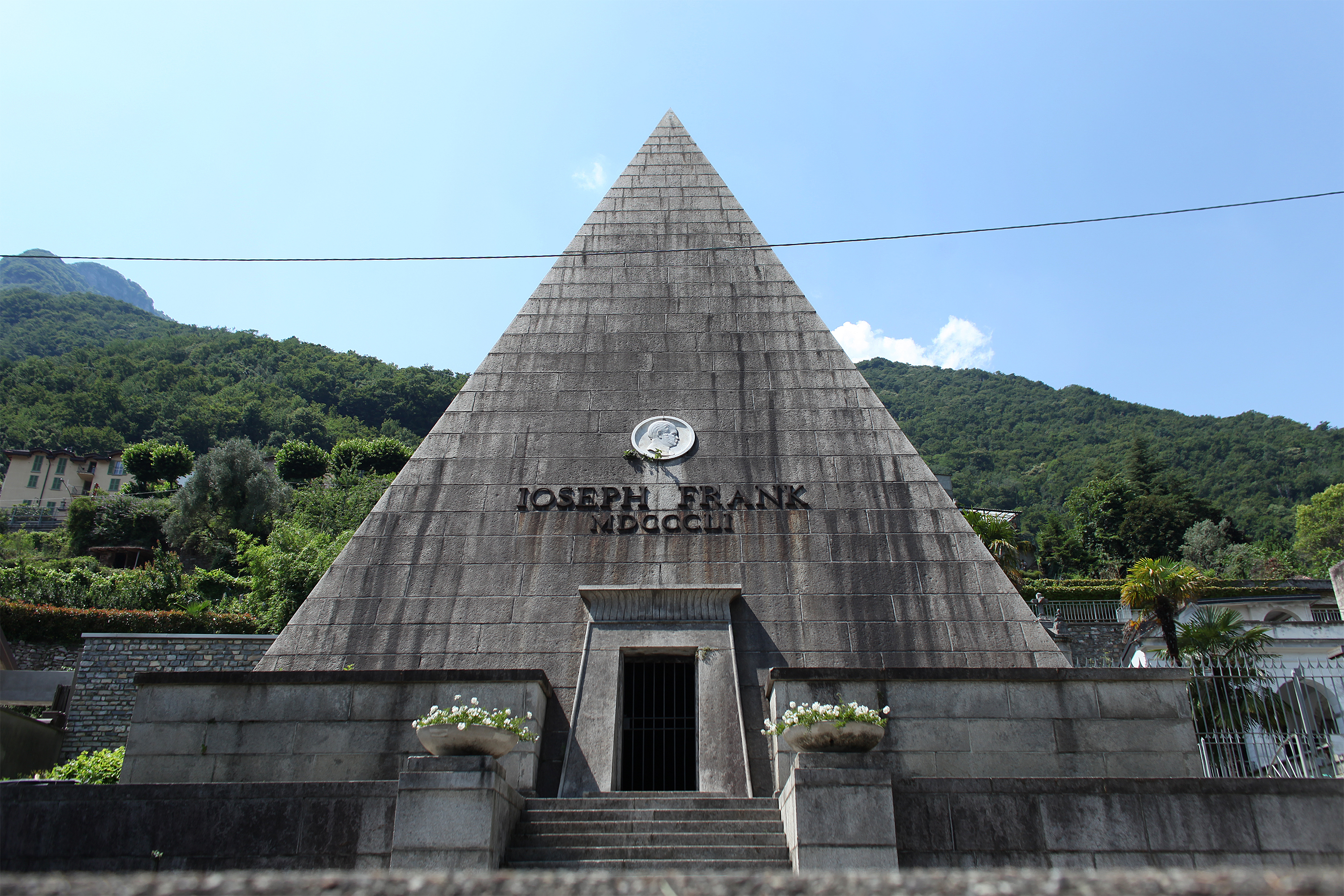
La piramide di Frank (1851).

La cosiddetta Piramide di Frank è il monumento funebre di Giuseppe Frank (1771-1842), noto professore appartenente ad una famiglia di medici d'origini austriache, docente all'Università di Pavia ed allievo del Volta. Il mausoleo, eretto nel 1851 su progetto di Adolfo Sironi poi modificato da Francesco Durelli, domina il cimitero comunale con i suoi venti metri di altezza. La scelta di erigere la piramide in quella posizione fu del Marchese del Mayno, esecutore testamentario del medico. La tomba monumentale è ricoperta in granito grigio di San Fidelino e nel mezzo della facciata ospita il grande medaglione in marmo di Carrara con l'effigie in bassorilievo del Frank, opera dello scultore comasco Luigi Agliati. Sotto al medaglione si legge il testo ioseph frank / mdcccli in lettere cubitali fuse in ghisa. Sui lati si aprono tre porte in ordine egizio protette da cancelli in ferro battuto. All'interno un elegante avello in pietra di Viggiù e dietro esso una grande lapide funeraria in pietra di Viggiù. Il mausoleo sarebbe dovuto sorgere a Como, dove il Frank abitava, nell'area del Tempio Voltiano ed accogliere le spoglie di Alessandro Volta ma fu bocciato dai comaschi. Joseph Frank decise di erigere ugualmente una piramide che imitasse il colosso funebre di Caio Cestio in Roma. Don Vincenzo Barelli, parroco di Laglio e studioso di archeologia, fu tutt'altro che benevolo nei confronti della Piramide ma, suo malgrado, dovette benedirla il giorno dell'inaugurazione. Il monumento destò un certo scalpore anche per il fatto che non recasse alcun simbolo cristiano.

#### Crocifisso di Torriggia
All'imbocco della via delle Frazioni tra le più antiche strade mulattiere della nostra zona probabilmente tracciata quando sorsero i primi agglomerati. Una strada che serviva ad unire gli antichi centri abitati del territorio (Brienno, Torriggia, dalla Tana della Volpe Germanello, Ossana, Soldino, la Valle Sopra Ponte, Carate Urio, Moltrasio sino a Rovenna) vi era un crocifisso in legno. Era un artistico crocifisso a misura d'uomo, realizzato a Ortisei dagli artigiani della Val Gardena. Fu donato, negli anni che seguirono la prima guerra mondiale, dall'ing. Barosi e posto nel prato, poi spostato per la costruzione della via Regina nuova che ha interrotto l'antica mulattiera.

#### Erbul dii pegul
Lungo una strada campestre che porta alle Selve e finisce al cosiddetto Erbul dii pegul vi erano quadri della Via Crucis, appesi ai castagni che costeggiavano la strada, e panchine andate distrutte. Anche il castagneto delle selve di Torriggia rischia di essere distrutto, da un insetto.

## Società

### Evoluzione demografica

#### Demografia pre-unitaria
- 1751: 406 abitanti[10]
- 1771: 418 abitanti[32]
- 1799: 527 abitanti[12]
- 1805: 845 abitanti[12]
- 1809: 994 abitanti (dopo l'annessione di Brienno e Carate)[12]
- 1853: 590 abitanti[33]

#### Demografia post-unitaria
Abitanti censiti

## Infrastrutture e trasporti

### Strade
Laglio è raggiungibile da Como tramite la strada statale 340 Regina.

### Mobilità urbana
Il paese è collegato alle stazioni di Como Lago e di Como San Giovanni tramite autoservizi gestiti da ASF autolinee.

### Porti
Il 12 aprile 1981, la Gestione Governativa della Navigazione sul lago di Como, sospendeva lo scalo dei battelli all'imbarcadero di Torriggia. L'imbarcadero di Torriggia fu costruito nel 1880 e dopo oltre cent'anni cessava il suo servizio.